# Янг, Кевин
Кевин Кёртис Янг (англ. Kevin C. Young, род. 16 сентября 1966 года) — американский легкоатлет, который специализировался на дистанции 400 метров с барьерами. В 1992 году стал олимпийским чемпионом с мировым рекордом — 46,78.
Родился в Лос-Анджелесе. Учился в Калифорнийском Университете, за который стал двукратным победителем национальной ассоциации. Дебют на международной арене состоялся в 1987 году на Панамериканских играх, когда он стал серебряным призёром на дистанции 400 метров с барьерами. На Олимпийских играх 1988 года занял четвёртое место. На чемпионате мира 1991 года в Токио занял четвёртое место.
Главная победа пришла к нему в 1992 году на Олимпийских играх в Барселоне. В финальном забеге на 400 метров с барьерами 6 августа он установил новый мировой рекорд, побив достижение Эдвина Мозеса.
После триумфа в Барселоне он выиграл чемпионат мира в 1993 году. Более успехов не добился. В 2006 году был зачислен в зал славы легкоатлетов США.
Мировой рекорд на дистанции 400 метров с барьерами Янг удерживал более 28 лет, пока его в июле 2021 года не побил норвежец Карстен Вархольм.